# ادگار کاپاروس
ادگار کاپاروس (انگلیسی: Edgar Caparrós؛ زادهٔ ۱۹ مارس ۱۹۹۷) بازیکن فوتبال اهل اسپانیا است.
از باشگاه‌هایی که در آن بازی کرده‌است می‌توان به باشگاه ورزشی آ اس ترنچین اشاره کرد.